# パンティーレイド
パンティーレイド (Panty Raid) とはアメリカ合衆国で生産された競走馬である。アメリカで牝馬限定のG1競走を2勝し、引退後には繁殖牝馬となった。馬名の意味は「アメリカの男子学生が女子に対して行う風習・悪ふざけの一種」のこと。

## 経歴

### 競走馬時代
2006年8月にサラトガ競馬場でデビュー戦を迎え、ジョン・ヴェラスケスが騎乗して勝利を挙げた。しかしこの年はほかの競走へと出走することはなかった。
翌2007年2月に復帰したが、初戦は6着。続くブルボネットブリーダーズカップステークス (G3) で重賞競走に初出走し、エドガー・プラードが騎乗して2着となる。同年3戦目の一般競走でこの年の初勝利を挙げると、続くブラックアイドスーザンステークス (G2) も制して重賞競走初勝利を挙げた。そして7月、初めての芝でのレースとなったアメリカンオークスインビテーショナルステークス (G1) では、日本からの遠征馬ローブデコルテらを相手に勝利した。
8月のアラバマステークスでは1番人気に支持されたが5着に終わる。しかし約2か月後のスピンスターステークスではギャレット・ゴメスの騎乗により優勝、芝とオールウェザーの両方でG1競走を制した。しかし次に出走したフォールズシティハンデキャップ (G2) では1番人気に支持されたが3着となり、その後は休養に入った。
古馬となった2008年、休養を終えて出走したダブルドッグデアステークス (G3) で7着になったあと、5月に靱帯を損傷したため競走馬を引退した。

### 競走馬引退後
競走馬引退後に繁殖牝馬となったが、2008年は種付けを行わず、同年11月2日にケンタッキー州レキシントンで行われたファシグ・ティプトン社主催のセールに出品され、250万ドル（約2億4800万円）でジョン・ファーガソンに落札され、UAEの競走馬管理組織ゴドルフィンの所有馬となった。2010年にストリートクライを父に持つ最初の産駒が誕生した。
2025年2月26日までに安楽死を受けて死去。21歳没。

## 血統表
| パンティーレイドの血統（ドミノ系／4代内アウトブリード） | パンティーレイドの血統（ドミノ系／4代内アウトブリード） | パンティーレイドの血統（ドミノ系／4代内アウトブリード） | （血統表の出典）        | （血統表の出典） |
| 父 Include 1997 鹿毛                                    | 父の父Broad Brush 1983 鹿毛                             | Ack Ack                                                 | Battle Joined           | Battle Joined    |
| 父 Include 1997 鹿毛                                    | 父の父Broad Brush 1983 鹿毛                             | Ack Ack                                                 | Fast Turn               |                  |
| 父 Include 1997 鹿毛                                    | 父の父Broad Brush 1983 鹿毛                             | Hay Patcher                                             | Hoist the Flag          | Hoist the Flag   |
| 父 Include 1997 鹿毛                                    | 父の父Broad Brush 1983 鹿毛                             | Hay Patcher                                             | Turn to Talent          |                  |
| 父 Include 1997 鹿毛                                    | 父の母lleria 1987 鹿毛                                  | Stop the Music                                          | Hail to Reason          | Hail to Reason   |
| 父 Include 1997 鹿毛                                    | 父の母lleria 1987 鹿毛                                  | Stop the Music                                          | Bebopper                |                  |
| 父 Include 1997 鹿毛                                    | 父の母lleria 1987 鹿毛                                  | Baldski's Holiday                                       | Baldski                 | Baldski          |
| 父 Include 1997 鹿毛                                    | 父の母lleria 1987 鹿毛                                  | Baldski's Holiday                                       | Verset Holiday          |                  |
| 母 Adventurous Di 1990 黒鹿毛                           | 母の父Private Account 1976 鹿毛                         | Damascus                                                | Sword Dancer            | Sword Dancer     |
| 母 Adventurous Di 1990 黒鹿毛                           | 母の父Private Account 1976 鹿毛                         | Damascus                                                | Kerala                  |                  |
| 母 Adventurous Di 1990 黒鹿毛                           | 母の父Private Account 1976 鹿毛                         | Numbered Account                                        | Buckpasser              | Buckpasser       |
| 母 Adventurous Di 1990 黒鹿毛                           | 母の父Private Account 1976 鹿毛                         | Numbered Account                                        | Intriguing              |                  |
| 母 Adventurous Di 1990 黒鹿毛                           | 母の母Tamaral 1983 鹿毛                                 | Seattle Slew                                            | Bold Reasoning          | Bold Reasoning   |
| 母 Adventurous Di 1990 黒鹿毛                           | 母の母Tamaral 1983 鹿毛                                 | Seattle Slew                                            | My Charmer              |                  |
| 母 Adventurous Di 1990 黒鹿毛                           | 母の母Tamaral 1983 鹿毛                                 | Summer Legend                                           | Raise a Native          | Raise a Native   |
| 母 Adventurous Di 1990 黒鹿毛                           | 母の母Tamaral 1983 鹿毛                                 | Summer Legend                                           | Scotch Verdict F-No.2-c |                  |